# San Martín (San Luis)
San Martín es la localidad cabecera del departamento Libertador General San Martín, provincia de San Luis, Argentina.
Se encuentra 160 km al norte de la ciudad capital San Luis, accediendo por ruta provincial RP 2 y RP 20.
Esta población nació con el surgimiento de la capilla de Santa Bárbara.

## Geografía

### Población
Contó con 697 habitantes (Indec, 2010), lo que representó un leve descenso del 1,1 % frente a los 705 habitantes (Indec, 2001) del censo anterior.
Según el censo 2022 la población total del municipio fue de 982 personas. En tanto, el número de viviendas registradas fue de 430.
| Gráfica de evolución demográfica de San Martín entre 1895 y 2022 |
|                                                                  |
| Fuente: Censos nacionales del INDEC                              |

### Clima
El clima de la localidad de San Martín se caracteriza por ser agradable en verano y primavera, con registros moderados para ambas estaciones del año. El invierno es frío y riguroso con temperaturas mínimas que pueden descender hasta los -15 °C bajo cero. Registros por debajo del punto de congelación de 0 °C se suelen dar hasta el mes de octubre.

## Turismo
- Capilla Nuestra Señora de Santa Bárbara, histórico edificio que conserva su campana, la más grande de la provincia
- Museo Arqueológico Municipal Polifacético
- Balneario municipal
- Hostería provincial, a 300 m de la plaza central
- Cerro Blanco: a 2 km; formación rocosa blanquecina, apto para turismo de aventura, trekking, rapel, caminatas, cabalgatas; desde su cumbre se observa un imponente panorama
- Dique La Huertita, a 7 km, con un embalse de 14 km de largo, ideal para la náutica, deportes acuáticos, pesca del pejerrey. El Club de Pesca La Huertita y el Club de Pesca de Merlo ofrecen alojamiento a los pescadores
- Quebrada de San Vicente: a 14 km, exuberante quebrada, en esta falla geológica nace el arroyo homónimo.

## Parroquias de la Iglesia católica en San Martín
| Diócesis  | San Luis      |
| --------- | ------------- |
| Parroquia | Santa Bárbara |